# Almir (prénom)
Cette page présente le prénom Almir ainsi que ses variantes.
Almir est un prénom masculin.

## Occurrence
- Selon l'Office statistique de la République de Slovénie, au 31 décembre 2007, le nombre de personnes de sexe masculin portant le nom d'Almir en Slovénie était de 483.

## Variantes
Formes féminines du nom : Almira, Alma, Almirka

## Provenance du prénom
Le prénom Almir provient du mot arabe al ämir, qui signifie « chef, commandant, dirigeant ».

## Personnalités portant ce prénom
- Almir de Souza Fraga, dit Almir (1969- ), footballeur brésilien ;
- Almir Morais Andrade, dit Almir (1973- ), footballeur brésilien ;
- Almir dos Santos (1993- ), athlète brésilien, spécialiste du triple saut ;
- Almir Gegič (1979- ), footballeur serbe ;
- Almir Mavignier (1925-2018), artiste peintre et graphiste allemand d'origine brésilienne ;
- Almir Narayamoga (1974- ), Brésilien, chef de la tribu Paiter-Suruí ;
- Almir Nélson de Almeida (1923-1977), joueur brésilien de basket-ball.
- Pour l'ensemble des articles sur les personnes portant ce prénom, consulter :
  - la liste des articles dont le titre commence par ce prénom
  - les listes produites par Wikidata : Liste des personnes de prénom « Almir » — même liste en incluant les éventuels prénoms composés qui contiennent « Almir ».